# Jussi Välimäki
Pour les articles homonymes, voir Välimäki.
Jussi Välimäki, né le 10 septembre 1974 à Tampere, est un ancien pilote de rallye finlandais.

## Biographie
Sa carrière sportive automobile s'étale de 1993 à 2010. En 2011, il annonce son retrait officiel de la compétition.
Son meilleur résultat en WRC (36 participations, essentiellement de 2000 à 2006) est une place de 5e au Rallye de Sardaigne 2006.
Il a pratiqué la conduite sur Opel Astra GSi 16V jusqu'en 1998, Mitsubishi Lancer de 1999 à 2000 puis de 2005 à 2010, avec des parenthèses sur Peugeot 206 S1600 en 2001 (pour le J-WRC), sur Citroën Saxo S1600 et Toyota Corolla WRC en 2002 (toujours en J-WRC), et sur Hyundai Accent WRC en 2003 et 2004.

## Palmarès
- 2005 : Champion d'Asie-Pacifique des rallyes (APRC), sur Mitsubishi Lancer Evolution VIII (remportant 5 épreuves sur les 8 proposées, avec Jarkko Kalliolepo pour copilote - et Mikko Markkula en Chine-);
- 2005 : Champion de Chine des rallyes avec M.Markkula (sur Mitsubishi Lancer Evo VIII);
- 2007 : Champion de Finlande des rallyes (Rallye Laukaa; 2e place au rallye Keski Uusimaa, ..);
  - 2007 : Vice-champion d'Asie-Pacifique des rallyes;
  - 2008 : Vice-champion de Finlande des rallyes;
  - 2001 : 4e du championnat de Belgique des conducteurs D1-Super 1600;
  - 2009 : participation au championnat de Chine des rallyes (terminant 7e du rallye de Chine 2010, sa dernière course officielle (sur Evo IX)).

## 5 victoires en APRC 2005
- Rallye d'Australie ;
- Rallye de Nouvelle-Calédonie ;
- Rallye d'Indonésie Gudang Garam ;
- Rallye de Thaïlande ;
- Rallye de Chine Shaoguan (Longyou) ;
  - 2e du rallye d'Hokkaido ;
  - 3e du rallye de Rotorua ;
  - 4e du rallye de Canberra.

## 2 victoires en APRC 2007
- Rallye de Nouvelle-Calédonie ;
- Rallye d'Indonésie Gudang Garam.

## 3 victoires en championnat de Finlande
- 2006 : Rallye Pirelli Tampere ;
- 2007 : Rallye Laukaa ;
- 2008 : Rallye Tahko Spa ;
  - 2e du rallye Arctique de Laponie en 2002.

## 1 victoire en championnat de Chine
- 2009 : Rallye Nanjing.